# Мазовско войводство (Жечпосполита)
Мазовското войводство (на полски: Województwo mazowieckie, на латински: Palatinatus Masoviensis) е административно-териториална единица в състава на Полското кралство и Жечпосполита. Административен център е град Варшава.
Войводството е организирано през 1529 година чрез преобразуване на Мазовското княжество. Исторически е разделено на десет земи (Черска, Варшавска, Визненска, Вишогрудска, Закрочимска, Чехановска, Ломжанска, Ружанска, Ливска, Нурска), които на свой ред са поделени на двадесет и пет повята – Черски, Груешки, Варецки, Варшавски, Блонски, Тарчински, Визненски, Вонсовски, Радживиловски, Вишегрудски, Закрочимски, Новомейски, Чехановски, Пшасниски, Сонхоцки, Ломжански, Колненски, Замбровски, Остроленски, Ружански, Маковски, Ливски, Нурски, Каменчиковски и Островски. В Сейма на Жечпосполита е представено от осем сенатори и двадесет депутати.
При третата подялба на Жечпосполита (1795) територията на войводството е анексирана от Кралство Прусия и Хабсбургската държава.